# Пйотр Клепчарек
Пйотр Гжегож Клепчарек (пол. Piotr Grzegorz Klepczarek; нар. 13 серпня 1982, Лодзь, Польща) — польський футболіст, захисник.

## Життєпис
Виступав за молодіжні команди «Лодзь» та УКБ СМС. Розпочав професіональну кар'єру в клубі «Лодзь», після чого виступав за команду «Унія» з міста Яніково. Потім провів один рік за «Куявік» з Влоцлавека, у футболці якого відіграв 29 матчів та відзначився 3 голами.
Влітку 2005 року перейшов у «Белхатув». 5 серпня 2005 року дебютував у чемпіонаті Польщі в матчі проти варшавської «Легії» (0:3), Клепчарек вийшов на 63 хвилині замість Яцека Попеко. У команді грав протягом півтора року й провів 29 матчів та відзначився 3 голами.
Пізніше Клепчарек нетривалий час виступав за плоцьку «Вісла», УКБ СМС і знову за «Белхатув». Першу половину сезону 2009/10 років провів у «Лодзі», клуб виступав у Першій лізі Польщі, тоді Пйотр зіграв за Лодзь у 17 матчах. Взимку 2010 року він перейшов в «Ягеллонію». За підсумками сезону він разом з командою став володарем Кубка Польщі.
У січні 2011 року прибув на перегляд у сімферопольську «Таврію». Пізніше з'явилася неофіційна інформація про те, що Клепчарек перейшов у «Таврію» вільним агентом та підписав дворічний контракт. 21 лютого 2011 року «Таврія» підтвердила перехід Клепчарека, він підписав контракт за схемою «1+1». Однак за першу команду не провів жодного офіційного поєдинку. У першості дублерів зіграв за сімферопольську команду 8 матчів. Влітку 2011 року за взаємною згодою сторін отримав статус вільного агента та залишив кримський клуб.
Повернувся на батьківщину, де виступав у нижчолігових клубах КСЗО (Островець-Свентокшиський), «Сталь» (Ряшів), «Мотор» (Люблін) та «Сокол» (Александрув-Лодзький). У 2015 році завершив кар'єру у «великому» футболі та розпочав виступи в пляжному футболі. Захищав кольори КП Лодзь та «Грембах» (Лодзь). Учасник кубку європейських чемпіонів з пляжного футболу 2015 року та чемпіонату світу з пляжного футболу 2017 року. 

## Досягнення
«Ягеллонія»
- Кубок Польщі
  -  Володар (1): 2009/10

КП Лодзь
- Чемпіонат Польщі (пляжний футбол)
  -  Чемпіон (1): 2014

- Кубок Польщі (пляжний футбол)
  -  Володар (2): 2014, 2015

КС Покровци Дмосин
- Чемпіонат Польщі (пляжний футбол)
  -  Чемпіон (1): 2010